# 24126 Gudjonson
24126 Gudjonson è un asteroide della fascia principale. Scoperto nel 1999, presenta un'orbita caratterizzata da un semiasse maggiore pari a 2,7587757 UA e da un'eccentricità di 0,0784587, inclinata di 5,76356° rispetto all'eclittica.